# Lista över tyska örlogsfartyg
Det här är en lista på fartyg i de tyska sjöstridskrafterna.
Listan är organiserad efter era, typ/klass, och alfabetiskt genom namn.

## Kaiserliche Marine(1872–1918)

### Slagskepp
- SMS Baden
- SMS Bayern
- SMS Deutschland
- SMS Friedrich der Große
- SMS Großer Kurfürst
- SMS Hannover
- SMS Helgoland
- SMS Hessen
- SMS Kaiser
- SMS Kaiserin
- SMS König Albert
- SMS König
- SMS Kronprinz Wilhelm
- SMS Markgraf
- SMS Nassau
- SMS Oldenburg
- SMS Ostfriesland
- SMS Pommern
- SMS Posen
- SMS Prinzregent Luitpold
- SMS Rheinland
- SMS Schlesien
- SMS Schleswig-Holstein
- SMS Thüringen
- SMS Westfalen

### Slagkryssare
- SMS Derfflinger
- SMS Goeben
- SMS Hindenburg
- SMS Lützow
- SMS Moltke
- SMS Seydlitz
- SMS Von der Tann.

### Pansarkryssare
- SMS Blücher
- SMS Fürst Bismarck
- SMS Friedrich Carl
- SMS Gneisenau
- SMS Prinz Adalbert
- SMS Prinz Heinrich
- SMS Roon
- SMS Scharnhorst
- SMS Yorck

### Lätta kryssare
- SMS Brummer
- SMS Bremse
- SMS Breslau
- SMS Dresden
- SMS Elbing
- SMS Emden
- SMS Frankfurt
- SMS Frauenlob
- SMS Graudenz
- SMS Hamburg
- SMS Hela
- SMS Karlsruhe
- SMS Köln
- SMS Königsberg
- SMS Kolberg
- SMS Leipzig
- SMS München
- SMS Nürnberg
- SMS Pillau
- SMS Regensburg
- SMS Rostock
- SMS Stettin
- SMS Stuttgart
- SMS Wiesbaden

### Minkryssare
- SMS Albatross

## ReichsmarineochKriegsmarine(1921–1935 och 1935–1945)

### Hangarfartyg-Flugzeugträger
- Graf Zeppelin-klass
  - Graf Zeppelin (aldrig färdigställd)
  - Flugzeugträger B (aldrig färdigställd)

### Slagskepp-Schlachtschiffe
- Bismarck-klass
  - Bismarck
  - Tirpitz
- Scharnhorst-klass (klassificerades som slagkryssare av brittiska flottan)
  - Gneisenau
  - Scharnhorst

### Erövrade utländska slagskepp
- Det franska slagskeppet Clemenceau (aldrig färdigställd)
- Det sovjetiska slagskeppet Sovietskaya Ukraina (aldrig färdigställd)

### Pansarskepp-Linienschiffe
(tjänstgjorde som utbildningsfartyg)
- Schleswig-Holstein
- Schlesien

### Fickslagskepp-Panzerschiffe/Schwere Kreuzer
Panzerschiffe ("pansarskepp") kallades istället tunga kryssare (Schwere Kreuzer) av Kriegsmarine från februari 1940.
- Deutschland-klass
  - Deutschland (senare omdöpt till Lützow)
  - Admiral Graf Spee
  - Admiral Scheer

### Tunga kryssare-Schwere Kreuzer
- Admiral Hipper-klass
  - Admiral Hipper
  - Blücher
  - Prinz Eugen
  - Seydlitz (aldrig färdigställd)

### Lätta kryssare-Leichte Kreuzer
- Emden-klass
  - Emden
- K-klass
  - Königsberg
  - Karlsruhe
  - Köln
- Leipzig-klass
  - Leipzig
  - Nürnberg

### Hjälpkryssare-Hilfskreuzer
- HSK 1 Orion
- HSK 2 Atlantis
- HSK 3 Widder
- HSK 4 Thor
- HSK 5 Pinguin
- HSK 6 Stier
- HSK 7 Komet
- HSK 8 Kormoran
- HSK 9 ''Michel''
- Coronel
- Hansa

### Jagare-Zerstörer
- Zerstörer 1934
  - Z1 Leberecht Maass
  - Z2 Georg Thiele
  - Z3 Max Schultz
  - Z4 Richard Beitzen
- Zerstörer 1934A
  - Z5 Paul Jacobi
  - Z6 Theodor Riedel
  - Z7 Hermann Schoemann
  - Z8 Bruno Heinemann
  - Z9 Wolfgang Zenker
  - Z10 Hans Lody
  - Z11 Bernd von Arnim
  - Z12 Erich Giese
  - Z13 Erich Koellner
  - Z14 Friedrich Ihn
  - Z15 Erich Steinbrinck
  - Z16 Friedrich Eckoldt
- Zerstörer 1936
  - Z17 Diether von Roeder
  - Z18 Hans Lüdemann
  - Z19 Hermann Künne
  - Z20 Karl Galster
  - Z21 Wilhelm Heidkamp
  - Z22 Anton Schmitt
- Zerstörer 1936A
  - Z23 - Z30
- Zerstörer 1936A (Mob)
  - Z31 - Z34
  - Z37 - Z39
- Zerstörer 1936B
  - Z35 - Z36
  - Z43 - Z45

### Ubåtar-Unterseeboote
- Ubåtsklass Typ I
  - U25 och U26
- Ubåtsklass Typ II
- Typ IIA
  - U1 - U6
- Typ IIB
  - U7 - U24
  - U120 och U121
- Typ IIC
  - U56 - U63
- Typ IID
  - U137 - U152
- Ubåtsklass Typ VII
- Typ VIIA
  - U27 - U36
- Typ VIIB
  - U45 - U55
  - U73 - U76
  - U83 - U87
  - U99 - U102
- Typ VIIC
  - U69 - U72
  - U77 - U82
  - U88 - U98
  - U132 - U136
  - U201 - U212
  - U221 - U232
  - U235 - U291
  - U301 - U316
  - U331 - U394
  - U396 - U458
  - U465 - U486
  - U551 - U683
  - U701 - U722
  - U731 - U768
  - U771 - U779
  - U821 - U822
  - U825 och U826
  - U901
  - U903 - U907
  - U921 - U928
  - U951 - U994
  - U1051 - U1058
  - U1101 och U1102
  - U1131 och U1132
  - U1161 och U1162
  - U1191 - U1210
- Typ VIIC 41
  - U292 - U300
  - U317 - U328
  - U827 och U828
  - U929 och U930
  - U995
  - U997 - U1010
  - U1013 - U1025
  - U1063 - U1065
  - U1103 - U1110
  - U1163 - U1172
  - U1271 - U1279
  - U1301 - U1308
- Typ VIID
  - U213 - U218
- Typ VIIF
  - U1059 - U1062
- Ubåtsklass Typ IX
  - U37 - U44
- Typ IXB
  - U64 och U65
  - U103 - U111
  - U122 - U124
- Typ IXC
  - U66 - U68
  - U125 - U131
  - U153 - U166
  - U171 - U176
  - U501 - U524
- Typ IXC 40
  - U167 - U170
  - U183 - U194
  - U525 - U550
  - U801 - U806
  - U841 - U846
  - U853 - U858
  - U877 - U881
  - U899
  - U1221 - U1235
- Typ IXD
  - U177 - U182
  - U195 - U200
  - U847 - U852
  - U859 - U864
  - U871 - U876
- Ubåtsklass Typ X
  - U116 - U119
  - U219 och U220
  - U233 och U234
- Ubåtsklass Typ XIV
  - U459 - U464
  - U487 - U490
- Ubåtsklass Typ XXI
  - U2501 - U2531
  - U2533 - U2546
  - U2548
  - U2551 och U2552
  - U3001 - U3041
  - U3044
  - U3501 - U3530
- Ubåtsklass Typ XXII
  - U2321 - U2371
  - U4701 - U4707
  - U4709 - U4712

### Torpedbåtar
- Torpedoboot 1923 (Raubvogel)
  - Möwe
  - Seeadler
  - Albatros
  - Greif
  - Kondor
  - Falke
- Torpedoboot 1924 (Raubtier)
  - Wolf
  - Iltis
  - Luchs
  - Tiger
  - Jaguar
  - Leopard
- Torpedoboot 1935
  - T1 - T12
- Torpedoboot 1937
  - T13 - T21
- Flottentorpedoboot 1939
  - T22 - T36
- Flottentorpedoboot 1940 (inga färdigställda)
- Flottentorpedoboot 1941 (inga färdigställda)
- Flottentorpedoboot 1944 (planerad)

### Trängfartyg
Flottunderhållsfartyg

### Flytande luftvärnsbatterier
- Arcona
- Ariadne
- Medusa
- Niobe
- Nymphe
- Thetis
- Undine

### Minläggare
- Tannenberg
- Preussen
- Hansestadt Danzig

## Deutsche Marine(fr.o.m. 1990)

### Fregatter
- F 122 (Bremen-klassen)
  - F 207 Bremen
  - F 208 Niedersachsen
  - F 209 Rheinland-Pfalz
  - F 210 Emden
  - F 211 Köln
  - F 212 Karlsruhe
  - F 213 Augsburg
  - F 214 Lübeck
- F 123 (Brandenburg-klassen)
  - F 215 Brandenburg
  - F 216 Schleswig-Holstein
  - F 217 Bayern
  - F 218 Mecklenburg-Vorpommern
- F 124 (Sachsen-klassen)
  - F 219 Sachsen
  - F 220 Hamburg (planerad ibruktagning: 2004)
  - F 221 Hessen (planerad ibruktagning: 2005)
- F 125 (F125-klass)

### Korvetter
- K 130 (Braunschweig-klass)

### Robotbåtar
- 143 (Albatrosklassen)
  - P6111 S61 Albatros
  - P6112 S62 Falke
  - P6113 S63 Geier
  - P6114 S64 Bussard
  - P6115 S65 Sperber
  - P6116 S66 Greif
  - P6117 S67 Kondor
  - P6118 S68 Seeadler
  - P6119 S69 Habicht
  - P6120 S70 Kormoran
- 143A (Gepardklassen)
  - P6121 S71 Gepard
  - P6122 S72 Puma
  - P6123 S73 Hermelin
  - P6124 S74 Nerz
  - P6125 S75 Zobel
  - P6126 S76 Frettchen
  - P6127 S77 Dachs
  - P6128 S78 Ozelot
  - P6129 S79 Wiesel
  - P6130 S80 Hyäne

### Minsvepare
- 332 (Frankenthalklassen)
  - M1058 Fulda
  - M1059 Weilheim
  - M1060 Weiden
  - M1061 Rottweil
  - M1063 Bad Bevensen
  - M1064 Grömitz
  - M1065 Dillingen
  - M1068 Datteln
  - M1069 Homburg
  - M1066 Frankenthal
  - M1062 Sulzbach-Rosenberg
  - M1067 Bad Rappenau
- 333 (Kulmbachklassen)
  - M1091 Kulmbach
  - M1095 Überherrn
  - M1099 Herten
  - M1096 Passau
  - M1097 Laboe
- 352 (Ensdorfklassen)
  - M1090 Pegnitz
  - M1092 Hameln
  - M1093 Auerbach / Oberpfalz
  - M1094 Ensdorf
  - M1098 Siegburg
- 742 (Mühlhausenklassen)
  - M1052 Mühlhausen

### Hjälpfartyg
- 702 (Berlinklassen)
  - A1411 Berlin
  - A1412 Frankfurt am Main

### Ubåtar
- Typ 206
  - S 171 U22
  - S 172 U23
  - S 173 U24
  - S 174 U25
  - S 175 U26
  - S 177 U28
  - S 178 U29
  - S 179 U30
  - S 194 U15
  - S 195 U16
  - S 196 U17
  - S 197 U18
- Typ 212
  - S 181 U31 (planerad ibruktagning: 2005)
  - S 182 U32 (i testanvändning)
  - S 183 U33 (under konstruktion)
  - S 184 U34 (under konstruktion)